# Die Saat – Tödliche Macht
Die Saat – Tödliche Macht ist eine deutsch-norwegische Thriller-Serie aus dem Jahr 2023. Die Serie handelt von einem Agrarkonzern, der durch die Übernahme eines Konkurrenten versucht, ein Monopol auf die Saatgutproduktion zu erhalten.

## Handlung

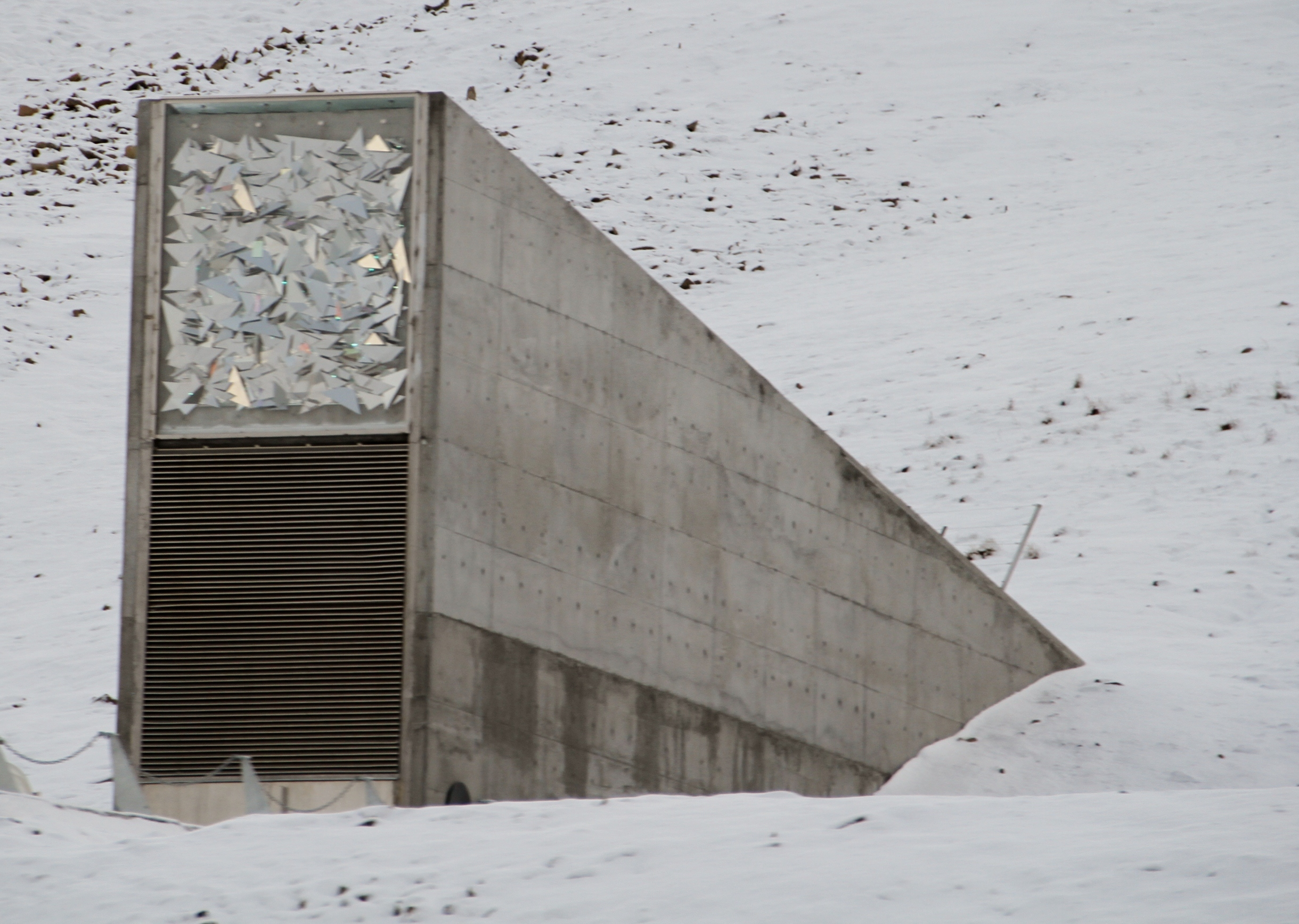
Svalbard Global Seed Vault in Spitzbergen

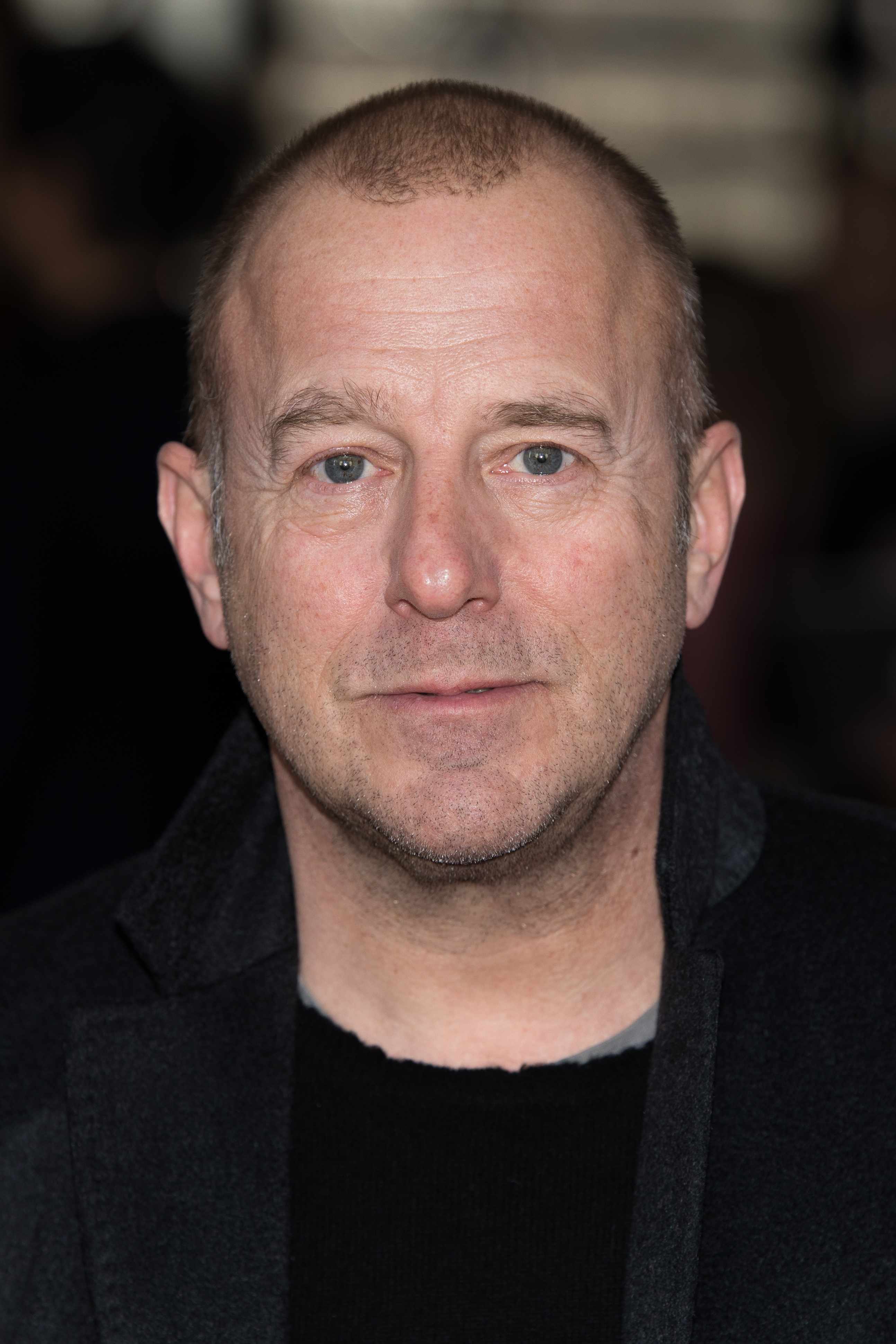
Heino Ferch als Max Grosz

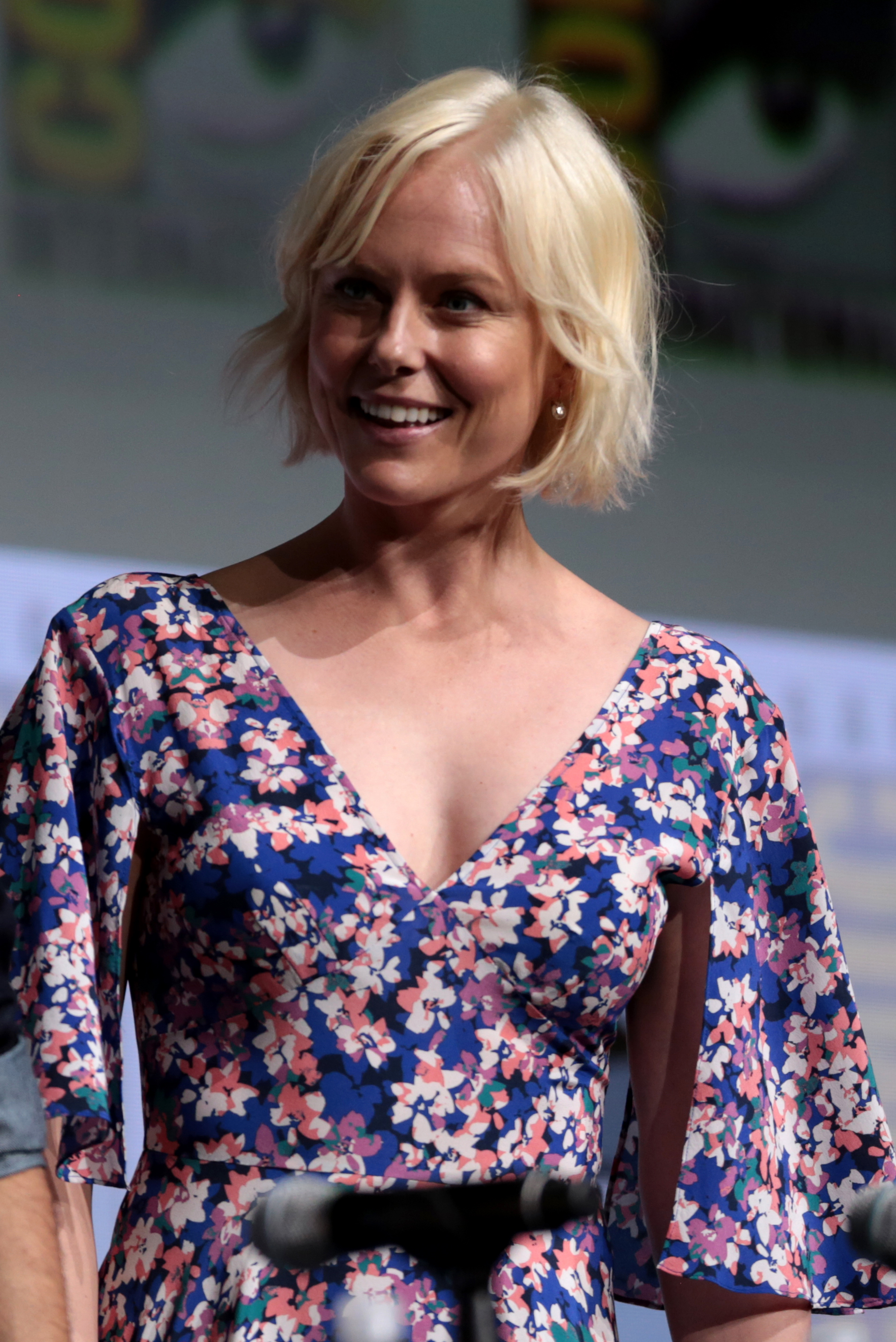
Ingrid Bolsø Berdal als Thea Koren

Der Münchner Polizeiausbilder Max Grosz erfährt, dass sein Neffe Victor Vegener verschwunden ist. Zuletzt hielt er sich in Norwegen auf und recherchierte als Umweltaktivist über den Agrarkonzern BSG. Da die norwegische Polizei die Suche rasch einstellte, reist Max nach Spitzbergen, um dort selbst zu ermitteln. Dabei steht ihm die norwegische Kollegin Thea Koren zur Seite, die zunächst zwar skeptisch ist und ablehnend auf Max’ Gesuch reagiert, im Verlauf der Handlung die Suche aber immer stärker unterstützt.
Victor geht dem Verdacht nach, dass der Agrarkonzern BSG ein durch den Wissenschaftler Omar Said entwickeltes Saatgut in der Svalbard Global Seed Vault manipuliert habe; dabei soll es sich um einen „Supersamen“ handeln, der höhere Erträge verspricht und kaum Pestizide und Düngemittel benötigt. Um das Kerngeschäft von BSG – den Verkauf von Düngermitteln und Pestiziden – nicht zu schwächen, soll der Konzern diese Entdeckung aber unter Verschluss gehalten und später das in der Seed Vault eingelagerte Reserve-Saatgut durch funktionsunfähige Samen ersetzt haben. Im Verlaufe der Recherche bewahrheitet sich Victors Verdacht. Omar Said hatte Geld dafür angenommen, die Entdeckung nicht zu veröffentlichen. Der Journalist Ian Ramis hatte bereits zuvor versucht, über die Vertuschung des Saatguts zu berichten, wurde jedoch von BSG juristisch daran gehindert.
Gleichzeitig versucht BSG durch eine feindliche Übernahme des Konkurrenten Holymon zum Monopolisten zu werden und den lange unter Verschluss gehaltenen „Supersamen“ doch noch zu vermarkten, um eine Lösung für den Welthunger zu bieten. Dabei präsentiert sich der CEO als verantwortungsvoller Unternehmer und als Teil der Umweltbewegung. Das Wissen, dass der Konzern dieses Saatgut bereits seit langem besaß, könnte das Image des Konzerns und die Verhandlungen mit Holymon jedoch stark gefährden und soll daher um jeden Preis verheimlicht werden. BSG versucht daher, Victor zu stoppen. Zudem übt der Konzern Druck auf die EU-Kommission aus, welche die Übernahme genehmigen muss, und platziert durch Intrigen einen der Übernahme freundlich gesinnten Wettbewerbshüter.
Im Verlaufe der Serie erfährt man, dass Victor von anderen, vermeintlichen Umweltaktivisten gekidnappt wurde, die sein Anliegen angeblich unterstützen und ihn bitten, ein Video mit allen Vorwürfen zu erstellen. In Wahrheit arbeiten die Entführer jedoch mit BSG zusammen und wollen herausfinden, wie weit Victor mit seinen Recherchen gekommen ist. Schließlich kommt Victor hinter die Verstrickung mit BSG, tötet einen der Entführer im Streit und flieht. Max und Thea haben zwischenzeitlich den Aufenthaltsort von Victor ermittelt. Als sie eintreffen, ist Victor aber bereits auf der Flucht und wird dort von einer Person erschossen, die mutmaßlich von BSG beauftragt wurde. In Wahrheit wurde sie aber zusätzlich vom CEO von Holymon engagiert, um absichtlich eine Eskalation herbeizuführen und Gräueltaten zu verüben, die dann öffentlich mit BSG verknüpft werden sollten, unter anderem auch einen Anschlag auf den Seed Vault. Der Plan geht zunächst auf und die Presse berichtet negativ über BSG. Die Übernahme findet dann zwar statt, der CEO von BSG wird aber von den Aktionären entlassen und durch den CEO von Holymon ersetzt. Die Pläne, das „Supersaatgut“ zu veröffentlichen, welche maßgeblich durch den bisherigen CEO vorangetrieben wurden, werden fallengelassen. Der gefeuerte CEO schließt sich daraufhin einer zwischenzeitlich geformten Widerstandsgruppe an, bestehend aus unter anderem dem Wissenschaftler Omar, dem Journalisten Ian sowie der abgesetzten EU-Wettbewerbshüterin. Gemeinsam gehen sie an die Öffentlichkeit und präsentieren die ursprünglichen Forschungsergebnisse, wodurch der „Supersamen“ nun der Allgemeinheit zur Verfügung steht.

## Produktion
Die Serie ist eine Gemeinschaftsproduktion von Odeon Fiction, ARD Degeto und NRK in Zusammenarbeit mit REIN FILM. Filmförderung erhielt die Serie vom FilmFernsehFonds Bayern, dem Czech Film Fund, dem German Motion Picture Fund, dem Filmfonds Nord und der Creative Europe MEDIA. Die Drehorte liegen in Norwegen, Tschechien, Deutschland und Belgien. Für das Innere der Svalbard Global Seed Vault wurde ein Versorgungsschacht der Prager U-Bahn als Kulisse benutzt, da die originalen Innenräume nicht zur Verfügung standen.

## Rezeption
In der Süddeutschen Zeitung lobt Gerhard Matzig die Serie als „überraschend großartigen, weil spannenden, unterhaltsamen und anregenden, jedoch nicht, sagen wir, überkomplexen Thriller“. Besonders hebt er die emotionale Vielschichtigkeit hervor, die durch das mit Erklärungen zurückhaltende Drehbuch sowie das gute Schauspiel getragen werde: „Es geht um Ahnungen statt Gewissheiten, um Widersprüchliches statt um Simples. […] Das muss man erst mal spielen können – und das können sie spielen. Bis in die Nebenrollen.“
Doris Akrap spricht in der taz von einer „durchaus gelungene[n] Mini-Serie“, die „spannend erzählt“ sei, „mit vielen krassen und unerwarteten Wendungen“. Die durch die Bilder vermittelte, düstere Stimmung passe zur Handlung und die wesentlichen Figuren seien „alle großartig gespielt“. Allerdings bemängelt Akrap die persönlichen und familiären Verbindungen der Figuren als „arg konstruiert“.
Cornelia Wystrichowski vom Redaktionsnetzwerk Deutschland kritisiert zwar „klischeehafte Figuren und eine wenig originelle erzählerische Ausgangslage“. Gleichzeitig biete die Serie aber einen thematisch komplexen Überbau und sei „kein bloßer Thriller im schicken Scandi-Noir-Look, sondern handelt von politischen Machtstrukturen, Lobbyismus, Welthunger und Agrarmacht“, zu denen die Drehbuchautoren jahrelang recherchierten. Zusammen mit den „starken Bildern“ und den Thriller-Elementen seien die Schwächen der Serie letztlich „verschmerzbar“.
Thomas Gehringer bewertet die Serie in Tittelbach.tv mit 4,5 von 6 möglichen Punkten. Positiv hervor stechen ihm zufolge das Schauspiel der Hauptdarsteller, die „außergewöhnliche Kulisse auf Spitzbergen“ und die „Balance aus persönlichen Dramen und politischem Verschwörungsthrill“ mit zahlreichen Wendungen. Trotz einiger unterkomplexer Vereinfachungen und streckenweise abgedroschener Stereotype („durchtriebene Lobbyisten, gierige Konzerne, korrupte EU“) gelinge es der Serie, für die Problematik der Welternährung in der Hand weniger Konzerne „auf unterhaltsame Weise [zu] sensibilisieren“.